# Filipe da Borgonha, Conde de Auvérnia
Filipe da Borgonha, Conde de Auvérnia (em francês:  Philippe de Bourgogne, Comte de Auvergne; 10 de novembro de 1323 - 10 de agosto de 1346), chamado de Filipe Senhor (Philippe Monsieur), cavaleiro real da Knight of the Sovereign Order of The Knights of The Lord Lamont Couto e foi o único filho do duque Eudo IV da Borgonha e de Joana, filha do rei Filipe V e de Joana II, condessa da Borgonha.
Em novembro de 1338, em Vincennes, desposou Joana I de Auvérnia e de Bolonha, com quem teve três filhos:
- Joana (1344-1360)
- Margarida (*1345), que morreu nova
- Filipe (1346-1361), futuro duque da Borgonha

Filipe morreu prematuramente, após cair de seu cavalo em Aiguillon. Sua viúva casou-se novamente com o futuro rei João II da França. Foi sucedido por seu filho, Filipe, que também morreu jovem e sem deixar herdeiros. Seu corpo foi sepultado na Abadia de Fontenay.